# Sonic Lost World
Sonic Lost World (яп. ソニック ロストワールド, Сонікку Росуто Ва:рудо, укр. Сонік: Загублений світ) — відеогра серії Sonic the Hedgehog в жанрі платформер з елементами action-adventure, розроблена студіями Sonic Team і Dimps для гральних систем Wii U та Nintendo 3DS. Гра була видана компаніями Sega та Nintendo у жовтні 2013 року.
Дія гри відбувається на острові Загублений Хекс. Головний герой гри, їжак Сонік збирається зупинити групу істот під назвою Смертельна Шістка, яка хоче висмоктати всю енергію своєї планети й за її допомогою встановити владу над світом. Допомагають їжаку його найкращий друг лисеня Тейлз, а також головний ворог доктор Еґман. Ігровий процес аналогічний попереднім іграм серії: Соніку потрібно пройти рівень, збираючи на шляху кільця і знищуючи ворогів на своєму шляху. Відмінною рисою Sonic Lost World є система паркуру, яка дозволяє персонажу стрибати на стіни. З Sonic Colors повернулися інопланетні істоти віспи, що розширюють можливості Соніка.
Розробка Sonic Lost World почалася спочатку для персональних комп'ютерів у 2011 році, але після анонсу Wii U усі напрацювання перенесли на консоль фірми Nintendo. Проте 2 листопада 2015 гра вийшла для Microsoft Windows і стала доступна в сервісі цифрової дистрибуції Steam. Після виходу гра отримала змішані відгуки від критиків через велику схожість із Super Mario Galaxy.

## Ігровий процес

Сонік на рівні «Desert Ruins» (версія для Wii U та Windows). За словами продюсера гри Такаші Іізукі, об'єкти у вигляді скрученої труби були створені під впливом англійської казки. «Джек і бобове зерно»

Sonic Lost World є платформер, єдиним ігровим персонажем якого є їжак Сонік. Основи ігрового процесу аналогічні попереднім іграм серії Sonic the Hedgehog: Сонік повинен досягти кінця рівня, по дорозі збираючи кільця та знищуючи супротивників – роботів доктора Еґмана. Якщо гравець буде атакований ворогом, він втратить всі свої зібрані кільця, а якщо в цей момент персонаж не мав кілець, то гравець втрачає «життя» і починає гру з останньої контрольної точки.
Всього в грі сім ігрових зон («Windy Hill», «Desert Ruins», «Tropical Coast», «Frozen Factory», «Silent Forest», «Sky Road» і «Lava Mountain»), які своєю чергою діляться на акти, але на відмінно від більшості інших ігор серії, акти однієї й тієї ж зони істотно різняться між собою за стилем і геймплеєм. Вони варіюються від сайд-скролерних двовимірних етапів до лінійних тривимірних рівнів і сферичних світів зі змінною перспективою. Для Sonic Lost World була створена нова система управління, яка дозволяє контролювати швидкість Соніка: при натисканні однієї з клавіш він прискорюється, а після використання додаткової кнопки згортається в клубок, і в такому стані котиться вперед на найвищій швидкості. Однією з особливостей ігрового процесу є система паркуру, що дозволяє Соніку підійматися і бігати по стінах. Як і в Sonic Colors, персонаж може використовувати різні колірні сили (англ. Color Powers), що купуються за допомогою інопланетних істот віспів. У кожній версії гри є ексклюзивні види віспів.За допомогою спеціальних гармат гравець може досягти альтернативних шляхів, а рятуючи друзів-тварин та збираючи червоні зоряні кільця, можна буде розблокувати додатковий контент та Супер Соніка.
Версії гри для Wii U та Nintendo 3DS відрізняються між собою. Sonic Lost World для Wii U можна проходити, використовуючи лише екран геймпада консолі. У цій версії також доданий додатковий рівень «Hidden World», присутній режим «Support», де гравець з Wii Remote і Nunchuk, керує радіокерованим планшетом Тейлза, що знищує ворогів і перешкоди, і може допомагати другому гравцю, який грає за Соніка з геймпада. Видання для Nintendo 3DS стало першою портативною грою серії з тривимірними рівнями . Воно також включає особливий рівень - «Special Stages», де Соніку необхідно за певний проміжок часу зібрати сфери; за успішне проходження етапів гравець отримує Ізумруд Хаоса. Крім цього, у грі присутній локальний та онлайн-мультиплеєр, а також режим «Time Attack», в якому пропонується проходження рівнів за мінімальний час.

## Сюжет
Переслідуючи свого заклятого ворога доктора Еґмана, їжак Сонік потрапляє на таємничий ширяючий острів, під назвою Загублений Хекс (англ. Lost Hex). Там він зустрічає групу істот, відомих як Смертельна Шістка (англ. Deadly Six), яка складається із Завока, Зазза, Зіни, Майстра Зіка, Зомома та Зору. Еґман довгий час керував командою за допомогою магічної мушлі, яка видає неприємний для них звук. Він намагається висмоктати всю енергію із Загубленого Світу та з її допомогою правити своїм світом. Однак Сонік вибиває з рук Еґмана черепашку, яка впокорювала Смертельну Шістку, і вороги повстають проти Еґмана і захоплюють його роботів. Соніку, Тейлзу і лікарю доводиться об'єднати сили та спробувати зупинити противників.
Вороги тим часом мстять героям, висмоктуючи енергію з їхнього світу, і повідомляють Соніку та Тейлзу про свої успіхи. Обидва персонажі приходять до думки відключити висмоктуючий пристрій. Але Тейлз зауважує, що Сонік став більше довіряти Еґману, ніж йому, оскільки злий вчений знає, як відключити машину. Тим часом, Емі та Наклз радять поквапитися героям, так як світ може швидко зникнути без енергії. Вороги змогли зупинити Соніка, заманивши Тейлза в пастку-телепортатор, і їжачок визнає свої помилки по відношенню до свого найкращого друга і біжить рятувати його. Шістка вирішує перетворити Тейлза на робота, але той спритно уникає трансформації, перепрограмувавши машину зубочисткою, яку Зомом залишив у недоїденому бутерброді. Діставшись Гори Лави, Еґман і Сонік мало не падають з мосту через каміння, яке кидають Зазз, Зомом і Майстер Зік. Лікар, рятуючи їжака, сам падає до лави. Залишившись зовсім один, Сонік перемагає Шестірку супротивників, а також зустрічає Тейлза, який практично не постраждав. Обидва персонажі добираються до висмоктувальної машини, але вона відключена Еґманом, який залишився живий завдяки реактивному ранцю і використав висмоктану енергію, щоб побудувати робота для знищення Соніка. У результаті Сонік перемагає Еґмана, й наприкінці Тейлз повертає світові його енергію.

## Розробка та вихід гри
Перші ідеї, пов'язані з розробкою майбутньої гри, виникли після виходу Sonic Colors у 2010 році, проте повноцінна робота розпочалася під час розробки Sonic Generations. Спочатку Sonic Team розробляло гру для персональних комп'ютерів, проте після анонсу Wii U всі напрацювання було перенесено на цю консоль. За словами продюсера Такаші Іідзукі, зміна платформи була пов'язана з новим геймпад-планшетом, який міг би урізноманітнити ігровий процес. У створенні портативної версії гри брала участь компанія Dimps, яка раніше вже працювала над попередніми іграми серії Sonic the Hedgehog. Керівниками проєкту стали Моріо Кісімото та Такао Хірабаясі, до цього задіяні у проєктах Sonic Storybook та Sonic Colors.
Sonic Team та Dimps застосували інший підхід до створення нової гри. На відміну від ігор Sonic Unleashed, Sonic Colors та Sonic Generations, у Sonic Lost World розробники вирішили відмовитися від швидкісного геймплею на користь традиційного платформера. Гравцям дали можливість керувати швидкістю Соніка, а задля збереження відчуття швидкості команда «навчила» головного персонажа системі паркура. З метою привнести в проєкт багато нововведень, дизайнери вирішили спростити задні фони рівнів, щоб вони не були перевантажені і прискорили розробку. Під впливом книги «Джек і бобове зерно» команда створила локації, виконані у вигляді скрученої труби. За словами менеджера американського підрозділу Sega Аарона Веббера, важливу роль у створенні гри відіграв скасований Sonic X-treme. Однак Такаші Іізука заперечив цю заяву, заявивши, що команда розробників не була знайома з даним проєктом, але визнав схожість Sonic Lost World із Super Mario Galaxy.
Головним ігровим персонажем гри залишається їжак Сонік, але у міні-грі «Circus» є можливість пограти за лиса Тейлза та роботів Кубота та Орбота. На питання журналіста, чому в останніх іграх серії можна грати тільки за Соніка, Іізука відповів, що команда хоче у такий спосіб підкреслити головну роль синього їжака в сюжетних лініях. Крім того, продюсер також залишився задоволеним роллю віспів із Sonic Colors і продовжив їх використовувати в Sonic Lost World. Образи для створення Смертельної Шістки художники брали зі старих малюнків огрів, а їх дизайн був виконаний з метою продемонструвати особливості характеру того чи іншого лиходія.
Програмісти створювали гру з частотою, приблизно 60 кадрів у секунду. При розробці портативної версії дизайнери вирішили повністю перевести гру на тривимірну графіку, але зазнавали невеликих труднощів у зв'язку з апаратними обмеженнями. У версії Sonic Lost World для Wii U тачпад та гіроскоп геймпада застосовується для використання віспів, які можуть розширити здібності Соніка. В обох виданнях є підтримка мультиплеєра та гри по мережі.

### Маркетинг та випуск
Перша інформація про гру з'явилася 13 травня 2013 року, коли європейський підрозділ Sega створив домен soniclostworlds.com, а через день подав заявку на торгову марку Sonic Lost World. Під цією назвою гра була анонсована 17 травня на онлайн-презентації Nintendo Direct, головою компанії Nintendo Сатору Іватою. Там була показана ілюстрація, зображуючи світ, у якому відбуватимуться події гри. Відповідно до угоди, укладеної між компаніями Sega та Nintendo, Sonic Lost World стала однією з трьох ігор серії Sonic the Hedgehog, які повинні будуть випущені ексклюзивно на консолі від Nintendo. 23 травня Sega опублікувала зображення із силуетами шести персонажів, які з'являться у Sonic Lost World, вказавши, що нові подробиці про гру будуть розкриті 29 травня. Дебютний трейлер гри був показаний 28 травня за день до призначеної дати.
Sonic Lost World демонструвалася на виставці Electronic Entertainment Expo 2013, що проводилася з 11 по 13 червня у Лос-Анджелесі. 23 червня гра була показана в парку розваг Joypolis у Токіо, на заході, присвяченому дню народження Соніка. Sonic Lost World також була показана на таких заходах, виставках та фестивалях як San Diego Comic-Con (18-21 липня, Сан-Дієго), Summer of Sonic (3 серпня, Лондон), Sonic Boom (10 серпня, Сент-Луїс), Gamescom (21-25 серпня, Кельн), Penny Arcade Expo (30 серпня - 2 вересня, Сієтл), Tokyo Game Show (19-22 вересня, Тіба), Eurogamer Expo (26-29 вересня, Лондон) та «ИгроМир» (3-6 жовтня, Москва). На заході Halloween ComicFest 2013 (аналозі Дня безкоштовних коміксів, що проводиться на Хелловін видавництвом Archie Comics безкоштовно поширювалася комікс-адаптація Sonic Lost World. Пізніше ця історія була опублікована у випуску № 9 журналу Sonic Super Special. Демонстраційні версії обох видань гри були випущені 9 жовтня 2013 року у Японії на сервісі цифрової дистрибуції Nintendo eShop. На територіях Північної Америки та Європи демоверсії стали доступні з 14 та 21 листопада відповідно.

### Додатковий контент, спеціальні видання та передзамовлення
Вихід Sonic Lost World у Європі відбувся 18 жовтня 2013, а в Японії — 24 жовтня. Реліз гри у Північній Америці спочатку було намічено на 22 жовтня, але з невідомих причин його перенесли на 29 жовтня. Обидві версії гри поширювалися як на фізичних носіях, так і в цифровому вигляді через Nintendo eShop. Окрім звичайної версії для Wii U, також було доступне спеціальне видання, у Європі відоме як Deadly Six Edition, та у США як Deadly Six Bonus Edition. Воно додавало до гри додатковий рівень і босів з Nights into Dreams.... Ті, хто замовив спеціальне видання в магазинах ShopTo, GameStop або Amazon.com, разом з грою отримували код на завантаження бонусного контенту, вміст якого залежав від роздрібної мережі, у якій було здійснено покупку. Це могли бути рідкісні радіокеровані пристрої у вигляді робота Омочао, 25 додаткових «життів» або п'ять чорних колірних сил, у звичайній грі, доступних тільки в Miiverse. Контент спеціального видання (додатковий рівень та чорні колірні сили) також можна було придбати у європейському Nintendo eShop з 18 по 27 жовтня включно.
Покупці, які замовили гру в Японії, як бонус могли отримати сумку і чашку. На додаток, разом з грою вони могли купити один із двох комплектів аксесуарів: перший включав навушники, другий — захисний чохол і сумку для зберігання Nintendo 3DS XL, а також компакт-диск із саундтреком гри.
10 грудня 2013 року для Wii U-версії Sonic Lost World був випущений безкоштовний патч, що додає в гру ряд покращень та змін, серед яких, отримання додаткового життя у разі збору 100 кілець та можливість керування колірними силами за допомогою аналогового стіку та кнопок.
18 грудня Nintendo анонсувала два завантажені доповнення для Wii U-видання Sonic Lost World. Перше доповнення, що включає рівень за мотивами гри Yoshi’s New Island, стало доступно в день анонсу. Друге доповнення, що містить рівень на основі серії ігор The Legend of Zelda, було випущено 27 березня 2014 року. Обидва доповнення поширювалися безплатно.
6 жовтня 2015 року ігровим виданням та сайтам стало відомо, що Sonic Lost World буде доступний на Microsoft Windows 2 листопада того ж року. Проєкт розповсюджувався через сервіс цифрової дистрибуції Steam. У цій версії був присутній завантажуваний контент під назвою «Nightmare», підтримка геймпадів, система досягнень і можливість «хмарних» збережень. Користувачі, які купили Sonic Lost World наперед, безкоштовно отримали копію автосимулятора Sonic & All-Stars Racing Transformed.

## Саундтрек

Обкладинка музичного альбому Sonic Lost World Original Soundtrack: Without Boundaries

У створенні музичного супроводу Sonic Lost World брали участь понад 70 музикантів. Провідним композитором гри виступив Томоя Отані, крім нього над написанням музики працювали Такахіто Егучі та Наофумі Хатая. Композиції було створено в таких жанрах як джаз, синті-поп і танго.
25 вересня 2013 року, за місяць до виходу гри, в японському відділенні iTunes Store став доступний для покупки мініальбом Sonic Lost World: Wonder World EP, що включає два треки з Sonic Lost World: титульну тему гри і музику першої зони «Windy Hill». Музичний альбом із оригінальною музикою з гри під назвою Sonic Lost World Original Soundtrack: Without Boundaries був випущений у Японії 27 листопада 2013 лейблом Wave Master. Він включав 93 треки, розділених на три компакт-диски. Саундтрек також був перевиданий у цифровому вигляді в онлайн-магазинах Amazon MP3 та iTunes Store 27 листопада в Японії та 2 грудня в решті світу. Крім основних альбомів, треки «Windy Hill — Zone 1» і «The Deadly Six Theme» були включені в саундтрек 2016 року Sonic the Hedgehog 25th Anniversary Selection, випуск якого був приурочений до 25-річчя серії Sonic the Hedgehog.
| Sonic Lost World Original Soundtrack: Without Boundaries. Диск 1 | Sonic Lost World Original Soundtrack: Without Boundaries. Диск 1 | Sonic Lost World Original Soundtrack: Without Boundaries. Диск 1 | Sonic Lost World Original Soundtrack: Without Boundaries. Диск 1 |
| #                                                                | Назва                                                            | Автор музики                                                     | Тривалість                                                       |
| ---------------------------------------------------------------- | ---------------------------------------------------------------- | ---------------------------------------------------------------- | ---------------------------------------------------------------- |
| 1.                                                               | «Wonder World — Title Theme»                                     | Томоя Отані, Такахіто Егучі                                      | 2:59                                                             |
| 2.                                                               | «Cutscene — Opening»                                             | Такахіто Егучі                                                   | 1:23                                                             |
| 3.                                                               | «Windy Hill — Zone 1»                                            | Томоя Отані, Такахіто Егучі                                      | 3:49                                                             |
| 4.                                                               | «Cutscene — Eggman & The Deadly Six»                             | Такахіто Егучі                                                   | 0:50                                                             |
| 5.                                                               | «Windy Hill — Zone 2»                                            | Томоя Отані, Такахіто Егучі                                      | 2:09                                                             |
| 6.                                                               | «Color Power — Indigo Asteroid»                                  | Томоя Отані                                                      | 0:42                                                             |
| 7.                                                               | «Careening Cavern»                                               | Томоя Отані                                                      | 3:27                                                             |
| 8.                                                               | «Color Power — Cyan Laser»                                       | Томоя Отані                                                      | 0:18                                                             |
| 9.                                                               | «Cutscene — Face-off With Zazz»                                  | Такахіто Егучі                                                   | 1:08                                                             |
| 10.                                                              | «The Deadly Six Theme»                                           | Томоя Отані, Такахіто Егучі                                      | 2:25                                                             |
| 11.                                                              | «Cutscene — The Cacophonic Conch»                                | Такахіто Егучі                                                   | 0:34                                                             |
| 12.                                                              | «Desert Ruins — Zone 1»                                          | Томоя Отані                                                      | 3:25                                                             |
| 13.                                                              | «Color Power — Crimson Eagle»                                    | Томоя Отані                                                      | 1:03                                                             |
| 14.                                                              | «Cutscene — Calling in the Heavy Hitter»                         | Такахіто Егучі                                                   | 0:33                                                             |
| 15.                                                              | «Honeycomb Highway»                                              | Томоя Отані                                                      | 3:03                                                             |
| 16.                                                              | «Sugar Lane»                                                     | Наофумі Хатая                                                    | 3:41                                                             |
| 17.                                                              | «Cutscene — Zomom’s Take-out Lunch»                              | Такахіто Егучі                                                   | 0:33                                                             |
| 18.                                                              | «Desert Ruins — Zone 4»                                          | Томоя Отані                                                      | 2:47                                                             |
| 19.                                                              | «Color Power — Yellow Drill»                                     | Томоя Отані                                                      | 0:23                                                             |
| 20.                                                              | «Cutscene — The Rise of the Six»                                 | Такахіто Егучі                                                   | 1:06                                                             |
| 21.                                                              | «Cutscene — Who Got Us Into This Mess?»                          | Такахіто Егучі                                                   | 1:04                                                             |
| 22.                                                              | «Tropical Coast — Zone1»                                         | Томоя Отані                                                      | 3:28                                                             |
| 23.                                                              | «Color Power — Yellow Drill» (Submarine ver.)                    | Такахіто Егучі                                                   | 1:03                                                             |
| 24.                                                              | «Cutscene — A Legendary Master Appears»                          | Такахіто Егучі                                                   | 0:40                                                             |
| 25.                                                              | «Juice Archipelago»                                              | Томоя Отані                                                      | 3:32                                                             |
| 26.                                                              | «Color Power — Orange Rocket»                                    | Такахіто Егучі                                                   | 0:20                                                             |
| 27.                                                              | «Sea Bottom Segue»                                               | Томоя Отані, Такахіто Егучі                                      | 5:43                                                             |
| 28.                                                              | «Cutscene — Eggman’s Secret Weapon»                              | Такахіто Егучі                                                   | 2:24                                                             |
| 29.                                                              | «Cutscene — Master Zik’s Warm-up»                                | Такахіто Егучі                                                   | 0:29                                                             |
| 30.                                                              | «Cutscene — The Enemy of My Enemy Is…?»                          | Такахіто Егучі                                                   | 1:34                                                             |
| 31.                                                              | «The Deadly Six Theme» (orchestra ver.)                          | Такахіто Егучі, Томоя Отані                                      | 2:29                                                             |
| 58:54                                                            |                                                                  |                                                                  |                                                                  |

| Sonic Lost World Original Soundtrack: Without Boundaries. Диск 2 | Sonic Lost World Original Soundtrack: Without Boundaries. Диск 2 | Sonic Lost World Original Soundtrack: Without Boundaries. Диск 2 | Sonic Lost World Original Soundtrack: Without Boundaries. Диск 2 |
| #                                                                | Назва                                                            | Автор музики                                                     | Тривалість                                                       |
| ---------------------------------------------------------------- | ---------------------------------------------------------------- | ---------------------------------------------------------------- | ---------------------------------------------------------------- |
| 1.                                                               | «Title Screen»                                                   | Томоя Отані, Такахіто Егучі                                      | 0:52                                                             |
| 2.                                                               | «Cutscene — Tails Gets Angry»                                    | Такахіто Егучі                                                   | 1:09                                                             |
| 3.                                                               | «Frozen Factory — Zone 1»                                        | Томоя Отані                                                      | 3:42                                                             |
| 4.                                                               | «Color Power — Ivory Lightning»                                  | Томоя Отані                                                      | 0:29                                                             |
| 5.                                                               | «Cutscene — Even a Rose Has Thorns»                              | Такахіто Егучі                                                   | 0:44                                                             |
| 6.                                                               | «Snowball Waltz»                                                 | Томоя Отані, Ютака Минобе                                        | 3:51                                                             |
| 7.                                                               | «Cutscene — Eggman’s Buttons Pushed»                             | Такахіто Егучі                                                   | 1:12                                                             |
| 8.                                                               | «Double Down»                                                    | Томоя Отані                                                      | 3:33                                                             |
| 9.                                                               | «Tilt the Machine»                                               | Томоя Отані                                                      | 0:50                                                             |
| 10.                                                              | «Color Power — Green Hover»                                      | Томоя Отані                                                      | 0:21                                                             |
| 11.                                                              | «Cutscene — Out of Character»                                    | Такахіто Егучі                                                   | 0:53                                                             |
| 12.                                                              | «Silent Forest — Zone 1»                                         | Томоя Отані                                                      | 4:39                                                             |
| 13.                                                              | «Color Power — Grey Quake»                                       | Томоя Отані                                                      | 0:27                                                             |
| 14.                                                              | «Cutscene — It’s a Trap!»                                        | Такахіто Егучі                                                   | 0:37                                                             |
| 15.                                                              | «Cutscene — Apathy Meets Disappointment»                         | Такахіто Егучі                                                   | 0:40                                                             |
| 16.                                                              | «Midnight Owl»                                                   | Томоя Отані                                                      | 5:06                                                             |
| 17.                                                              | «Owl Lights»                                                     | Томоя Отані, Ютака Минобе                                        | 2:14                                                             |
| 18.                                                              | «Color Power — Magenta Rhythm»                                   | Томоя Отані                                                      | 0:50                                                             |
| 19.                                                              | «Island Relics»                                                  | Томоя Отані                                                      | 3:29                                                             |
| 20.                                                              | «The Deadly Six Theme» (violin ver.)                             | Такахіто Егучі, Томоя Отані                                      | 2:25                                                             |
| 21.                                                              | «Start Your Hedgehogs»                                           | Томоя Отані                                                      | 0:57                                                             |
| 22.                                                              | «Invincible» (Sonic Heroes ver.)                                 | Томоя Отані                                                      | 0:33                                                             |
| 23.                                                              | «Speed Up!» («Reach for the Stars» ver.)                         | Томоя Отані                                                      | 0:41                                                             |
| 24.                                                              | «Lost World Jingle»                                              | Такахіто Егучі, Томоя Отані                                      | 0:08                                                             |
| 25.                                                              | «Mission Clear»                                                  | Томоя Отані, Такахіто Егучі                                      | 0:09                                                             |
| 26.                                                              | «Item Get Level 1»                                               | Такахіто Егучі, Томоя Отані                                      | 0:09                                                             |
| 27.                                                              | «Item Get Level 2»                                               | Томоя Отані, Такахіто Егучі                                      | 0:09                                                             |
| 28.                                                              | «Item Get Level 3»                                               | Такахіто Егучі                                                   | 0:09                                                             |
| 29.                                                              | «Item Get Level 4»                                               | Такахіто Егучі                                                   | 0:11                                                             |
| 30.                                                              | «Stage Clear» (synth ver.)                                       | Томоя Отані                                                      | 0:11                                                             |
| 31.                                                              | «And the Winner Is…»                                             | Томоя Отані                                                      | 0:34                                                             |
| 41:54                                                            |                                                                  |                                                                  |                                                                  |

| Sonic Lost World Original Soundtrack: Without Boundaries. Диск 3 | Sonic Lost World Original Soundtrack: Without Boundaries. Диск 3 | Sonic Lost World Original Soundtrack: Without Boundaries. Диск 3 | Sonic Lost World Original Soundtrack: Without Boundaries. Диск 3 |
| #                                                                | Назва                                                            | Автор музики                                                     | Тривалість                                                       |
| ---------------------------------------------------------------- | ---------------------------------------------------------------- | ---------------------------------------------------------------- | ---------------------------------------------------------------- |
| 1.                                                               | «The Lost Hex»                                                   | Томоя Отані                                                      | 2:04                                                             |
| 2.                                                               | «Sky Road — Zone 1»                                              | Томоя Отані                                                      | 4:08                                                             |
| 3.                                                               | «Cutscene — Zavok’s Taunt»                                       | Такахіто Егучі                                                   | 0:32                                                             |
| 4.                                                               | «Dragon Dance»                                                   | Томоя Отані, Ютака Минобе                                        | 3:53                                                             |
| 5.                                                               | «Color Power — Red Burst»                                        | Томоя Отані                                                      | 0:25                                                             |
| 6.                                                               | «Thundercloud Acropolis»                                         | Томоя Отані                                                      | 3:09                                                             |
| 7.                                                               | «Cutscene — Tails Gets an Upgrade?»                              | Такахіто Егучі                                                   | 0:58                                                             |
| 8.                                                               | «Battle With Zavok» (orchestra ver.)                             | Томоя Отані, Ютака Минобе                                        | 2:39                                                             |
| 9.                                                               | «Stage Clear»                                                    | Томоя Отані, Такахито Эгути                                      | 0:44                                                             |
| 10.                                                              | «Cutscene — Eggman’s Sacrifice»                                  | Такахіто Егучі                                                   | 0:37                                                             |
| 11.                                                              | «Cutscene — Revenge of the Six»                                  | Такахіто Егучі                                                   | 0:35                                                             |
| 12.                                                              | «Boss Rushes»                                                    | Томоя Отані, Такахито Эгути                                      | 2:13                                                             |
| 13.                                                              | «Cutscene — Solitude»                                            | Такахіто Егучі                                                   | 0:23                                                             |
| 14.                                                              | «Cutscene — Robo Tails Attacks!»                                 | Такахіто Егучі                                                   | 0:56                                                             |
| 15.                                                              | «Lava Mountain»                                                  | Томоя Отані                                                      | 3:17                                                             |
| 16.                                                              | «Boss Rushes» (guitar ver.)                                      | Томоя Отані, Такахіто Егучі                                      | 2:15                                                             |
| 17.                                                              | «Battle With Zavok»                                              | Томоя Отані, Ютака Минобе                                        | 4:54                                                             |
| 18.                                                              | «Cutscene — Eggman Returns»                                      | Такахіто Егучі                                                   | 0:53                                                             |
| 19.                                                              | «Dr. Eggman Showdown»                                            | Томоя Отані                                                      | 3:47                                                             |
| 20.                                                              | «Cutscene — Ending»                                              | Такахіто Егучі                                                   | 0:41                                                             |
| 21.                                                              | «Tails Laboratory»                                               | Томоя Отані                                                      | 1:54                                                             |
| 22.                                                              | «Hidden World»                                                   | Томоя Отані                                                      | 2:41                                                             |
| 23.                                                              | «Hidden World — Cubliclated»                                     | Томоя Отані                                                      | 2:14                                                             |
| 24.                                                              | «Hurry Up!»                                                      | Такахіто Егучі, Томоя Отані                                      | 0:41                                                             |
| 25.                                                              | «Tornado Time»                                                   | Дзюн Сену                                                        | 2:58                                                             |
| 26.                                                              | «Color Power — Black Wisp»                                       | Томоя Отані                                                      | 0:36                                                             |
| 27.                                                              | «Sky Road — Bonus Stage»                                         | Томоя Отані, Ютака Минобе                                        | 3:25                                                             |
| 28.                                                              | «Midnight Owl» (Bayou Drums ver.)                                | Такахіто Егучі                                                   | 2:40                                                             |
| 29.                                                              | «Circus Cavaran»                                                 | Томоя Отані                                                      | 1:43                                                             |
| 30.                                                              | «Special Stage»                                                  | Томоя Отані                                                      | 3:09                                                             |
| 31.                                                              | «Super Sonic» (Wonder World ver.)                                | Томоя Отані                                                      | 1:06                                                             |
| 62:00                                                            |                                                                  |                                                                  |                                                                  |

## Озвучування
Sonic Lost World є останньою з основної серії ігор, де персонажів озвучували актори дубляжу зі Studiopolis. Персонажі японською були озвучені тими самими сейю, що у попередніх іграх серії, починаючи з Sonic Adventure. Також, як і в Sonic Generations, для Sonic Lost World було зроблено дубляж французькою, німецькою, італійською та іспанською мовами.
У версії для Wii U можна змінювати озвучування та субтитри, а 3DS-версія гри має озвучення лише однією мовою відповідно до регіону консолі, однак у налаштуваннях можна змінити мову субтитрів.
Нижче в таблиці вказані актори озвучення англійської та японської версії.
| Персонаж                      | Японський актор озвучування | Англійський актор озвучування |
| ----------------------------- | --------------------------- | ----------------------------- |
| їжак Сонік                    | Дзюн'їті Канемару           | Роджер Крейг Сміт             |
| Майлз «Тейлз» Прауер          | Ре Хірохасі                 | Кейт Хіггінс                  |
| Доктор Еґман                  | Чікао Оцука                 | Майк Поллок                   |
| Емі Роуз                      | Таеко Кавата                | Сінді Робінсон                |
| Єхидна Наклз                  | Нобутосі Канна              | Тревіс Віллінгем              |
| Орбот                         | Міцуо Івата                 | Кірк Торнтон                  |
| Кьюбот                        | Такаґі Ватару               | Уоллі Вінгерт                 |
| Завок                         | Джоджі Наката               | Тревіс Віллінгем              |
| Зазз                          | Ютака Аояма                 | Лайам О'Браєн                 |
| Зомом                         | Чафурін                     | Патрік Сайц                   |
| Мастер Зік                    | Мугіхіто                    | Кірк Торнтон                  |
| Зеена                         | Юмі Тома                    | Стефані Ше                    |
| Зор                           | Юкі Тай                     | Сем Рігель                    |
| Оголошувач можливостей віспів | Фуміхіко Татікі             | Роджер Крейг Сміт             |

## Оцінки та відгуки
| Агрегатор    | Оцінка                                    |
| ------------ | ----------------------------------------- |
| GameRankings | 61,95 % (Wii U) 60,26 % (3DS) 60,50% (ПК) |
| Metacritic   | 63/100 (Wii U) 59/100 (3DS) 57/100 (ПК)   |

| Видання                    | Оцінка                      |
| -------------------------- | --------------------------- |
| Computer and Video Games   | 7/10 (Wii U)                |
| Destructoid                | 7,5/10 (Wii U)              |
| Edge                       | 4/10 (Wii U)                |
| Electronic Gaming Monthly  | 6,5/10 (Wii U)              |
| Eurogamer                  | 4/10 (Wii U)                |
| Famitsu                    | 36/40 (Wii U) 34/40 (3DS)   |
| Game Informer              | 5/10 (Wii U) 5/10 (3DS)     |
| GameRevolution             | 1/5 (Wii U) 1/5 (3DS)       |
| GameSpot                   | 5/10 (Wii U)                |
| GamesRadar+                | (Wii U) · (3DS)             |
| GameTrailers               | 7,6/10 (Wii U)              |
| IGN                        | 5,8/10 (Wii U) 6,8/10 (3DS) |
| Joystiq                    | (Wii U) · (3DS)             |
| Nintendo World Report      | 9/10 (Wii U) 5,5/10 (3DS)   |
| Official Nintendo Magazine | 80 % (Wii U) 79 % (3DS)     |
| Polygon                    | 6/10 (Wii U) 4/10 (3DS)     |
| VideoGamer.com             | 5/10 (Wii U) 6/10 (3DS)     |

Після виходу Sonic Lost World одержала від преси змішані відгуки. Критикам не сподобалося, що гра виглядала скопійованою з Super Mario Galaxy. Більшість оглядачів також знижували оцінки проєкту через погане управління та дизайн рівнів. Середня оцінка гри на сайті Metacritic складає 63 бали зі 100 для версії Wii U, 59 балів для версії Nintendo 3DS, та 57 балів для Windows. Похожа статистика була опублікована на GameRankings - 61,95% для Wii U, 60,50% для Windows і 60,05% для 3DS. До 31 грудня 2013 гра розійшлася тиражем в 640 тисяч екземплярів по всьому світу. Станом на 31 березня 2014 року було продано вже 710 тисяч екземплярів.
Як уже згадувалося вище, ігрова преса часто порівнювала Sonic Lost World із Super Mario Galaxy. Марк Уелтон з GameSpot у своєму огляді заявив про заздрість Sonic Team успіхам франшизи Mario, а в самій грі, за словами критика, розробник «душить талант палаючого їжака». Крім того, Джастін Тауелл з GamesRadar висунув також припущення про мізерність бюджету студії, яка змусила творців економити на всьому і призвела до створення найгірших стислих роликів, які, швидше за все, робили для Sega Saturn; «Нечіткі, нерівні, одноразові» текстури, і так далі. Однак не всі були згодні з цими аргументами. Наприклад, оглядач з GameTrailers Джастін Шпеєр зазначив, що Sonic Lost World зберігає свою планку якості, як і попередні проєкти франшизи. Він також звернув увагу на зміни в ігровому процесі і схожість з Super Mario Galaxy, проте критик не вважав запозичення серйозним недоліком, а навпаки зазначив, що вони органічно підходять для ігрового світу.
Об'єктами критики з боку преси стала система управління та паркур. За словами Реони Ебіхари, журналістки японського журналу Famitsu, складна ігрова механіка ускладнить проходження гри новачками. Оглядач із Game Informer Тім Турі зазначав, що під час проходження рівнів, особливо після бігу або стрибків по стінах, не дуже добре відчувається ритм гри. Причинами цього, на думку Кріса Шиллінга з Eurogamer, стала млявість персонажа під час ходьби та полохливість під час переходів через платформи. Подібні думки були і в оглядах гри у Марка Уелтона та Меттью Кастла з Official Nintendo Magazine. Вінс Індженіто, представник сайту IGN, зауважив, що Сонік на рівнях часто біжить вертикальними поверхнями. Шилінг писав, «самонаводна атака загалом працює добре», але іноді через неї відбуваються невдачі чи смерть персонажа. З цією заявою погодилися Турі та Індженіто. Кастл описував систему атак Соніка як непослідовну, що дуже помітно під час нападу на ворогів. Однак Джастін Тауелл залишив загалом позитивний відгук про управління, хоч і покритикував 2D-ділянки рівнів за їхню складність. Вінс Індженіто писав, що управління в Sonic Lost World йому здалося чужим і непослідовним, а оглядачеві з GameSpot - кошмарним.
Більшість критиків відзначили, що Sonic Lost World на портативній консолі проходиться легше, ніж на Wii U. Хосе Отеро з IGN у своєму огляді назвав систему паркура на Nintendo 3DS прекрасною, а більшість перешкод, які так лаяли журналісти у версії гри для Wii U, невеликими. Джо Скребелс із Official Nintendo Magazine також похвалив проєкт за хороше управління та велику швидкість проходження. Негативний відгук залишив Кріс Шиллінг, якому проходження рівнів на портативній приставці здалися ще більш «примхливим», ніж на основній приставці.
Думки критиків щодо дизайну рівня розійшлися. Тім Турі розчарувався в дивних та заплутаних рівнях у версії гри на Wii U, а також розкритикував головоломки на портативній консолі, від яких гравець може «роздряпати голову». Марк Уелтон у своєму огляді схвалив 2D-ділянки рівнів, але перехід у 3D через швидкість та дослідження його розчарував. Однак представник сайту Polygon Кріс Плант залишив протилежну думку: він похвалив 3D-етапи, назвавши всі зміни розробників певним експериментом, а 2D-локації йому здалися стомлюючими та незграбними. Колега Планта, Філіп Коллар, розкритикував портативну версію Sonic Lost World за «втомлювальні головоломки» та «заплутані, лабіринтоподібні» рівні. Вінс Індженіто у своєму огляді висунув припущення, що розробники, надихнувшись успіхами Super Mario Galaxy, вирішили створити схожі рівні, що й у Mario, але в результаті вони виявилися «сирими» і без продуманого планування. Хосе Отеро похвалив творців версії гри Nintendo 3DS за різні розвилки, але 3D-ділянки були ним розкритиковані через їхню високу складність проходження. Позитивні відгуки про дизайн рівнів були в оглядах критиків з Eurogamer, Official Nintendo Magazine та Edge.
Неоднозначно оцінили деякі елементи ігрового процесу. Даніелю Кернсу з VideoGamer.com та Меттью Кастлу сподобалися моменти, коли Сонік на короткий час перетворюється на снігову кулю або катається як мавпочка Айай із Monkey Ball. Однак, для Турі та Індженіто схожі моменти у грі здалися жорстокими і не приносили жодного задоволення. Для Марка Уолтона поява з Sonic Colors віспів здалося кумедним, але все занапастило управління. Із цим погодився Джастін Шпеєр. Різні відгуки були з приводу спеціальних етапів на 3DS. Наприклад Тауелл негативно оцінив спеціальні етапи через управління, що призводить до їх неграбності, а його колега з Nintendo Insider Алекс Сідхаус, навпаки, похвалив «геніальні» особливі рівні. Багатокористувацький режим в Sonic Lost World для Wii U був описаний як «безкорисний», проте він може підійти для проходження в колі сім'ї.
Поява Смертельної Шістки було негативно сприйнято ігровою пресою. Тауелл хоч і тішився «кумедним стереотипним особистостям», але був розчарований страшними діалогами персонажів. Шпеер назвав битви з босами із команди «дивними», а Індженіто додав, що деякі битви були найнуднішими за всю історію франшизи Sonic the Hedgehog. Тім Турі описав Шістку як лиходіїв, які згодом забуваються.
Музичний супровід був позитивно оцінений критиками. Рецензент із сайту Polygon назвав мелодії у версії гри для Wii U «можливо, найкращими у серії», а представника Game Informer Тіма Турі порадували оркестрові композиції, і порівняв їх із Super Mario Galaxy. Високо оцінив роботу композиторів Джим Стерлінг із Destructoid. «…Музика з Lost World дуже заразлива і викликає почуття ностальгії, причому залишаючись повністю оригінальною», — зазначив рецензент. Джаред Розенберг, у своєму огляді для сайту Nintendo World Report, також похвалив саундтрек, який, за словами критика, приємний для прослуховування та підлаштовується під стиль гри.

### Вплив
На честь виходу Sonic Lost World, у жовтні 2013 року для гри Sonic Dash було випущено оновлення, яке додавало поєдинок із босом - Заззом. Рівень «Windy Hill» був пізніше використаний у файтингу Super Smash Bros. для Wii U як бойову арену. Також частина локацій із Sonic Lost World були використані у мобільній грі Sonic Runners. З 3 жовтня по 1 листопада 2015 року гравець міг битися із Заззом, який з'явився тут як бос. Також, як і в приквелі, частина локацій із Sonic Lost World були використані у Sonic Runners Adventure.